# Friesea claviseta
Friesea claviseta är en urinsektsart som beskrevs av Axelson 1900. Friesea claviseta ingår i släktet Friesea och familjen Neanuridae. Arten är reproducerande i Sverige. Inga underarter finns listade i Catalogue of Life.